# Glycymeris stellata
Glycymeris stellata is een tweekleppigensoort uit de familie van de Glycymerididae. De wetenschappelijke naam van de soort werd in 1789 voor het eerst geldig gepubliceerd door Jean Guillaume Bruguière.

## Gallerij

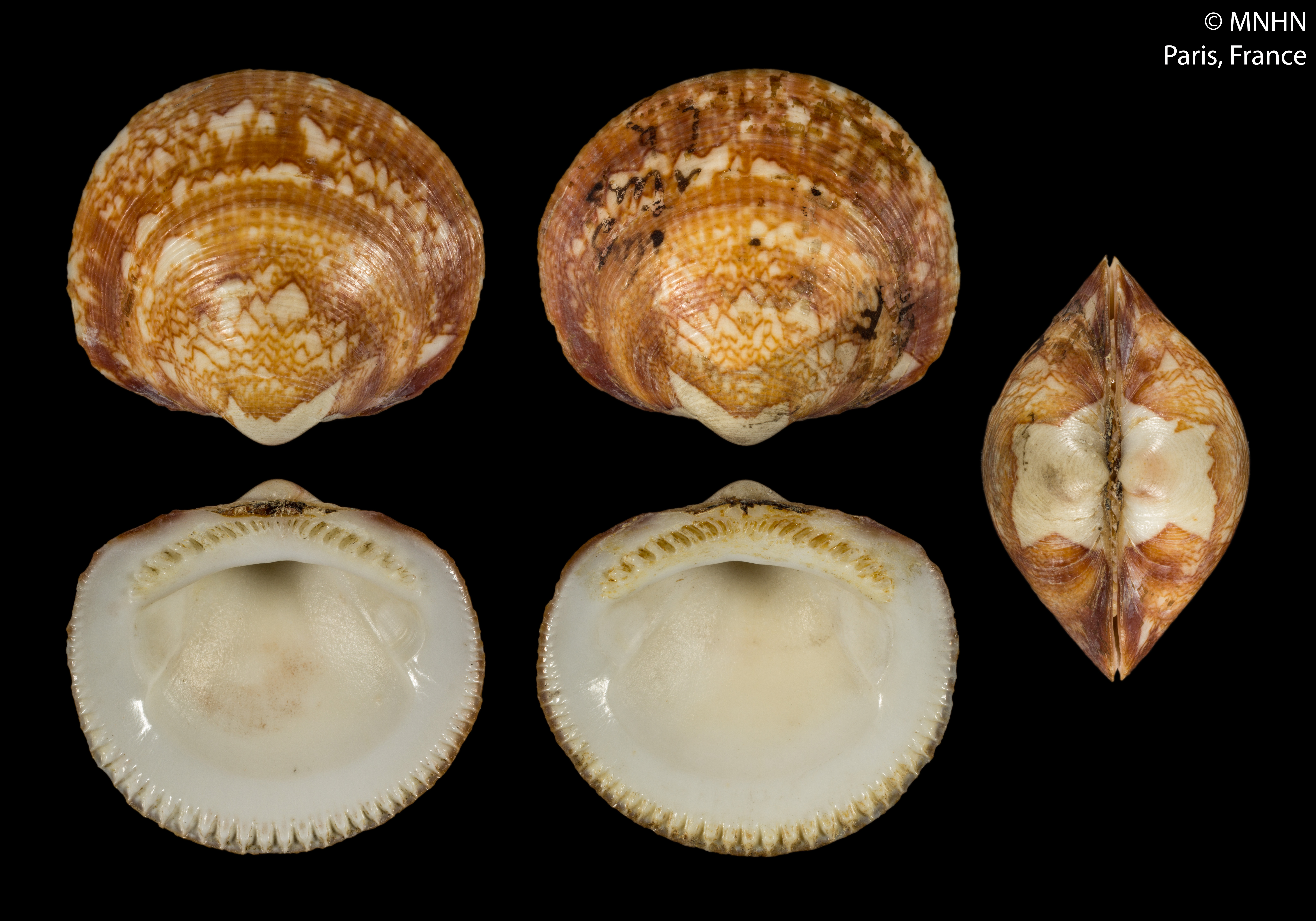
Jeugdig exemplaar